# Madona
Madona (deutsch Modohn) ist eine lettische Bezirksstadt im Landschaftsgebiet Livland. Im Jahre 2022 zählte Madona 6.723 Einwohner.

## Geschichte
Eine frühe Besiedlung des Stadtgebiets ist durch Gräberfunde nachgewiesen. In historischer Zeit siedelten die Lettgallen in der Gegend. 1461 wird erstmals ein Gut Modohn schriftlich erwähnt, als es der Erzbischof von Riga als Lehen vergab. In der schwedischen Zeit war das Gut Kronbesitz. Dem Friedensvertrag von Nystad gemäß fiel Modohn – wie ganz Livland – 1721 an das Russische Kaiserreich. 1760 schenkte Zarin Katharina II. das Gut dem General Alexander Borissowitsch Buturlin.
Der Ort Madona entstand erst nach 1903 mit der Eröffnung einer Eisenbahnstation an der Schmalspurstrecke von Pļaviņas nach Valka.
1925 hatte Madona 1357 Einwohner und bekam ein Jahr später Stadtrechte.
Durch Ansiedlung von Industrie nach dem Zweiten Weltkrieg stieg die Einwohnerzahl auf 5700 im Jahr 1959, im Jahr 1967 betrug sie 7200.
Seit 2009 ist Madona Bezirkszentrum, ursprünglich eines kleineren Bezirks mit 14 Gemeinden des ehemaligen Kreises Madona, seit 2021 des neuen Bezirks mit 22 Gemeinden.

## Bevölkerung
2004 waren folgende Nationalitäten in der Stadt vertreten: Letten: 80,3 %, Russen: 14,7 %, Weißrussen: 1,7 %, Ukrainer: 0,9 %, 13 andere: zusammen 2,3 %.

## Verkehr
Der Bahnhof Madona liegt an der Eisenbahnstrecke von Pļaviņas nach Gulbene. Das jetzige Bahnhofsgebäude wurde 1980 errichtet.

## Städtepartnerschaft
Seit 1990 ist Madona die Partnerstadt der Gemeinde Weyhe.

## Sehenswürdigkeiten
Kirchenbauten in Madona
- Die Lutherische Kirche wurde von 1802 bis 1805 erbaut und 1806 geweiht. Die Orgel wurde 1885 von der Firma Eberhard Friedrich Walcker in Ludwigsburg gebaut.
- Die katholische Christkönigskirche wurde von 1931 bis 193 erbaut.
- Die Orthodoxe Dreifaltigkeitskirche wurde von 1863 bis 1866 erbaut.

|  |  |  |  |  |

Ausflugsziel in der näheren Umgebung ist der Gaiziņkalns, die höchste Erhebung Lettlands (311 m).

## Persönlichkeiten
- Aleksandrs Starkovs (* 1955), Fußballtrainer
- Iveta Vējone (* 1966), Lehrerin und Ehefrau des ehemaligen Präsidenten Raimonds Vējonis
- Gundars Upenieks (* 1971), Biathlet
- Baiba Broka (* 1975), Politikerin
- Raivis Zīmelis (* 1976), Biathlet
- Oskars Vaisjūns (* 1983), Diskuswerfer
- Dainis Grube (* 1984), Schauspieler und Synchronsprecher
- Kārlis Auziņš (* 1988), Jazz- und Improvisationsmusiker
- Kitija Auziņa (* 1996), Skilangläuferin
- Raimo Vīgants (* 1999), Skilangläufer

## Rundfunksender
Madona war von 1932 bis 1944 Standort eines Rundfunksenders. Zuerst wurde eine Antenne von zwei 116 Meter hohen Holztürmen getragen, später wurde ein 230 Meter hoher Sendemast verwendet.